# Большая белая башня
«Большая белая башня» (яп. 白い巨塔: сирой кёто:) — японский фильм-драма, поставленный одним из виднейших деятелей «независимого» японского кино — режиссёром Сацуо Ямамото в 1966 году — по роману Тоёко Ямасаки. На примере острой борьбы за вакантное место профессора в клинике университета Нанива рассказано о коррупции, процветающей в среде медицинских работников Японии. Фильм удостоен престижнейших национальных кинопремий Японии: «Голубая лента», «Кинэма Дзюмпо» и «Майнити».

## Сюжет
Профессор медицинского факультета одного из университетов собирается уходить на пенсию. На это место претендует молодой способный хирург Горо Дзайдзэн. Он талантлив. Он прекрасен своей щедрой одарённостью, своим ненасытным упоением жизнью и своими успехами, этот сын нищей крестьянки, с неимоверным трудом выбившийся в люди. И всё-таки Дзайдзэн конченый человек, ибо со студенческих лет принял условия игры, в которой все средства хороши. И его самонадеянность, пренебрежение к длительным клиническим исследованиям и к мнению товарищей по профессии вызывают опасения у профессуры университета. Чтобы получить большинство голосов на выборах, Горо использует любые средства для закулисных интриг: связи, подкуп, шантаж.
Целиком увлечённый интригами, доктор Дзайдзэн в спешке ставит неправильный диагноз больному, и тот вскоре умирает.  Дело о смерти больного выносится в суд. Однако подкупленные свидетели дают в суде ложные показания и Дзайдзэна оправдывают. В результате он побеждает в конкурсе на вакантное место. А некоторым врачам, не одобряющим методов Горо, приходится покинуть клинику.

## В ролях
- Дзиро Тамия — Горо Дзайдзэн
- Эйдзиро Тоно — профессор Адзума
- Такахиро Тамура — Сюдзи Сатоми, ассистент профессора
- Эйтаро Одзава — профессор Угаи
- Эйдзи Фунакоси — профессор Кикукава
- Осаму Такидзава — профессор Фунао
- Сихо Фудзимура — Саэко, дочь Адзумы
- Маюми Огава — Кэйко, возлюбленная Горо
- Тэруко Киси — Масако, жена Адзумы
- Ёси Като — профессор Окоти
- Масао Симидзу
- Кэндзиро Исияма — тесть Горо
- Матико Хасэгава — жена Горо
- Хисако Такихана — мать Горо

## Премьеры
- — национальная премьера фильма состоялась 15 октября 1966 года[1].
- — премьера в СССР состоялась в июле 1967 года на V Московском международном кинофестивале, где фильм участвовал в конкурсной программе[1].
- — фильм демонстрировался в советском кинопрокате с сентября 1968 года (в Москве с 6 октября), дублирован на к/ст. им. М. Горького[комм. 1][2].

## Награды и номинации
Кинопремия «Голубая лента»
- 17-я церемония награждения (за 1966 год)[3]

- премия за лучший фильм — «Большая белая башня».
- премия за лучший сценарий — Синобу Хасимото.

Кинопремия «Кинэма Дзюмпо»
- (1967 год) Выиграны:[3]

- за лучший фильм 1966 года.
- за лучшую режиссёрскую работу 1966 года — Сацуо Ямамото.
- за лучший сценарий 1966 года — Синобу Хасимото.

Кинопремия «Майнити»
- 21-я церемония награждения (за 1966 год)[4].

Выиграны:
- за лучший фильм 1966 года.
- за лучшую режиссёрскую работу 1966 года — Сацуо Ямамото.
- за лучший сценарий 1966 года — Синобу Хасимото.

Московский международный кинофестиваль
- V Московский международный кинофестиваль (1967) — номинация на Большой приз фестиваля.[3]

## Комментарии
1. ↑  В советском прокате фильм демонстрировался с сентября 1968 года (в Москве с 6 октября), р/у Госкино СССР № 2161/68 (до 1 июня 1975 года) — опубликовано: «Каталог фильмов действующего фонда. Выпуск II: Зарубежные художественные фильмы», Инф.-рекл. бюро упр. кинофикации и кинопроката комитета по кинематографии при Совете министров СССР, М.-1972, стр. 10.